# HörGut

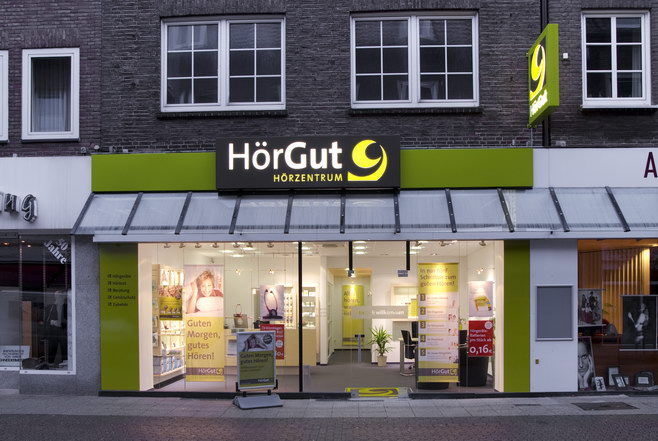
HörGut Filiale Bocholt

Die HörGut GmbH mit Sitz in Dortmund war ein auf den Vertrieb von Hörgeräten und artverwandten Produkten sowie den damit zusammenhängenden Serviceleistungen spezialisiertes Unternehmen, das ein Filialsystem mit rund 130 Fachgeschäften innerhalb von Deutschland umfasste.
Das Unternehmen wurde 2016 von der Sonova Holding übernommen.

## Geschichte
Die HörGut GmbH wurde Anfang 2006 unter dem Namen Hearing Comfort Germany als eine Tochter der niederländischen HAL Investments-Gruppe gegründet. Am 9. November 2007 erfolgte die Umbenennung von Hearing Comfort Germany in HörGut GmbH. Von 2010 bis 2016 gehörte HörGut zu Geers Hörakustik.

## Unternehmensgruppe

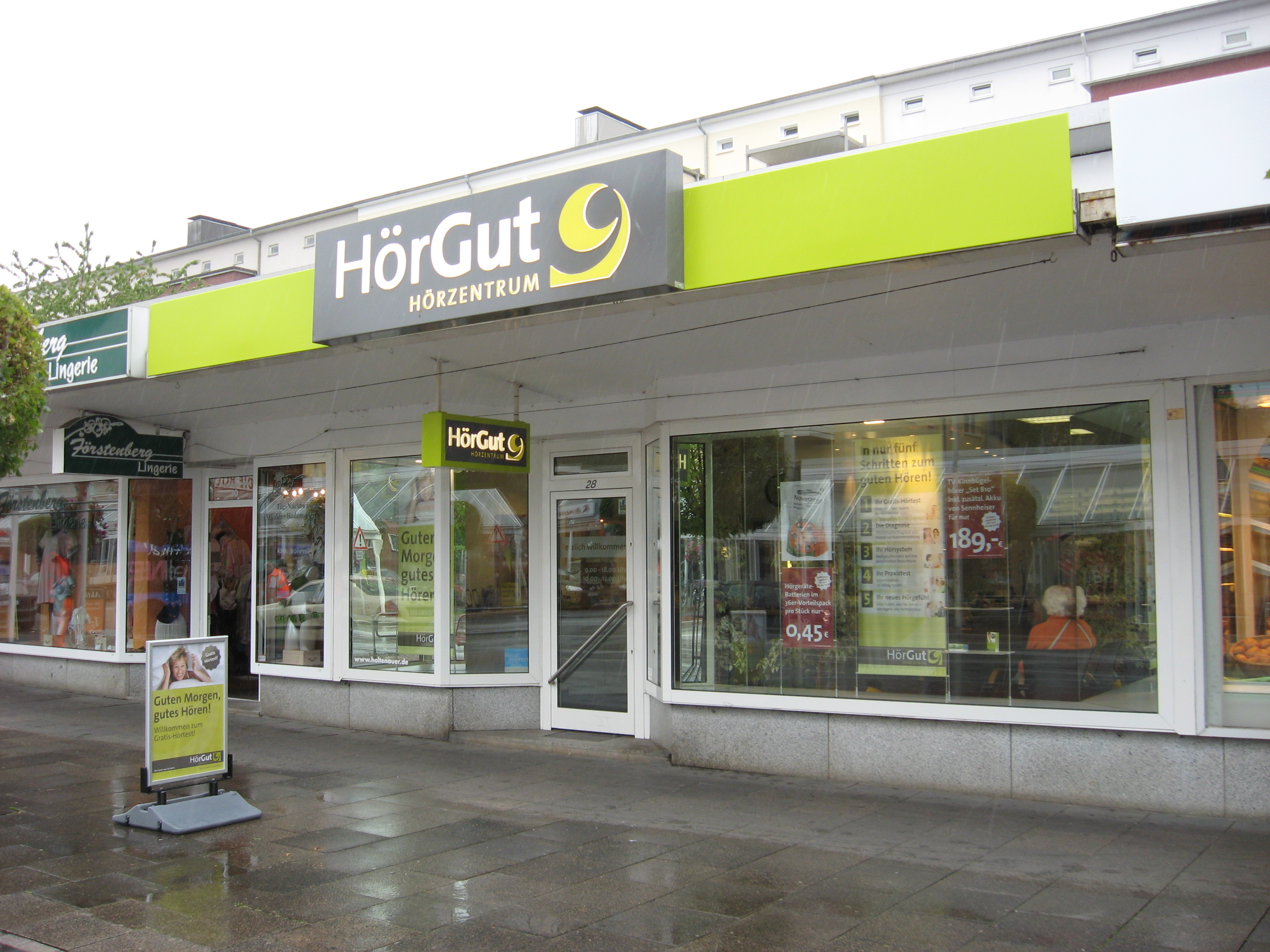
HörGut Filiale in Kiel

Die HörGut GmbH ist Teil der HAL-Investment-Gruppe, die ihre europaweiten Hörakustik-Aktivitäten unter dem Dach der AudioNova International bündelt. Schwesterunternehmen der HörGut GmbH sind Schoonenberg in den Niederlanden, MiniSom in Portugal, AudioNova Frankreich, AudioNova Dänemark, AudioNova Belgien sowie AudioNova Italien.
HörGut verfügt über Fachgeschäfte, den sogenannten HörGut Hörzentren, in NRW, Niedersachsen, Schleswig-Holstein, Mecklenburg-Vorpommern, Brandenburg, Berlin, Sachsen, Thüringen, Hessen und Rheinland-Pfalz, wobei die Filialdichte in NRW, insbesondere Wuppertal, Essen und Münster, am höchsten ist.

## Eigenmarke
Neben Hörgeräten von diversen Markenherstellern wie z. B. Siemens und Oticon hat HörGut eine Eigenmarke unter dem Namen NovaSense angeboten.